# Legacy (2010)
Legacy ist ein britisch-nigerianisches Filmdrama aus dem Jahr 2010 von Regisseur Thomas Ikimi. Der Film wurde als eine Art Kammerspiel inszeniert.

## Handlung
Nach einer gescheiterten Mission in Osteuropa ist Malcolm Gray in die Vereinigten Staaten zurückgekehrt. Der schwer traumatisierte Special Agent für eine nicht näher benannte Spezialeinheit wurde über mehrere Wochen gefoltert und verschanzt sich nun in einem Apartment in Brooklyn. Sein Bruder, ein angesehener Senator und Kopf der Geheimdienstmission, strebt das Präsidentenamt an und Malcolm will dies verhindern. Er wendet sich zunächst an eine Journalistin. In den nachfolgenden Tagen erhält er Besuche von alten Kameraden, seiner Ex-Freundin, die nun mit seinem Bruder zusammen ist, und schließlich von einem Killer, der ihn töten will. Im Laufe der Zeit wird klar, das sich dies alles nur in seinem Kopf abspielt. Zudem hat er starke Flashbacks, die ihn immer wieder in die Foltersituation bringen.
Am Ende konfrontiert er seinen Bruder in dem Apartment und zwingt ihn dazu, ein Geständnis aufzunehmen. Dabei kommt jedoch auch heraus, das Malcolm Gray selbst Schuld auf sich geladen hat, als er die Familie eines Drogenhändlers eigenmächtig umgebracht hatte und er deshalb gefoltert wurde. Auch dieses Geständnis erfolgt nur in seinem Kopf. 
Als sein Bruder gegenüber dem Apartment eine Pressekonferenz abhält, erscheint Malcolm in Militäruniform. Sein Bruder bricht die Konferenz ab und bittet ihn mit in das Gebäude zu kommen. Als er sich umdreht, erschießt sich Malcolm hinter ihm.

## Hintergrund
Nachdem Thomas Ikimi das Drehbuch fertig gestellt hatte, schickte er es als erstes an Idris Elba, den er für die Hauptrolle vorgesehen hatte. Elba war begeistert und unterstützte das Projekt auch als Executive Producer. Dennoch stand die Finanzierung auf wackligen Füßen. Thomas Ikimi, der gebürtiger Nigerianer ist, bemühte sich in Nigeria um eine Filmförderung, die ihm nach einem viermonatigen Aufenthalt schließlich auch genehmigt wurde.
Der Film, der überwiegend in New York spielt, wurde ausschließlich in Glasgow, Schottland gedreht. Während der Dreharbeiten kam es zu Spannungen zwischen Ikimi und Elba, da sich Elba etwas zu stark mit seinem Charakter identifizierte.

## Synchronisation
Die Synchronisation wurde von der Metz-Neun Synchron Studio und Verlags GmbH aus Offenbach vorgenommen.
| Rolle          | Schauspieler            | Deutscher Sprecher |
| -------------- | ----------------------- | ------------------ |
| Malcolm        | Idris Elba              | Torsten Michaelis  |
| Adenuga        | Clarke Peters           | Reiner Schöne      |
| Diane          | Lara Pulver             | Nina Hecklau       |
| Gray           | Eamonn Walker           | Erich Räuker       |
| Gregor         | Julian Wadham           | Gordon Piesack     |
| Helguerra      | Gerald Kyd              | Ingo Albrecht      |
| Mark Star      | William Hope            | Dirk Hardegen      |
| O’Keefe        | Richard Brake           | Michael Lucke      |
| Stephanie      | Annette Badland         | Michaela Kametz    |
| Valentina Gray | Monique Gabriela Curnen | Gisa Bergmann      |
| Vladimir       | Niall Greig Fulton      | Dieter Gring       |

## Kritiken
Der Film erhielt überwiegend gemischte Kritiken. Einhellig gelobt wurde Elbas Spiel. Kritisiert wurde dagegen die Logik des Plots und die Diskrepanz zwischen den anfänglichen Actionszenen und der danach eher ruhig ablaufenden Handlung. Auch würden Schlüsselelemente der Story zu früh enthüllt.
Das Lexikon des internationalen Films lobte den Film als „[b]eklemmendes Psychodrama als gut gespieltes, spannendes Kammerspiel.“ Cinema.de schrieb: „Hauptdarsteller Elba trägt das Kammerspiel, das leider im Verlauf deutlich an Spannung verliert.“ Xan Brooks schrieb im Guardian, dass der Film sich anfühle wie ein einaktiges Theaterstück, das gerne ein First Person Shooter wäre, und vergab zwei von fünf Sternen.